# Boën-sur-Lignon
Boën-sur-Lignon is een gemeente in het Franse departement Loire (regio Auvergne-Rhône-Alpes). De plaats maakt deel uit van het arrondissement Montbrison. Boën-sur-Lignon telde op 1 januari 2022 3.017 inwoners.
In het Kasteel van Boën (18e eeuw) is het Musée des vignerons du Forez ingericht, een museum over de plaatselijke wijnbouw, in het verleden de voornaamste bron van rijkdom van de stad.

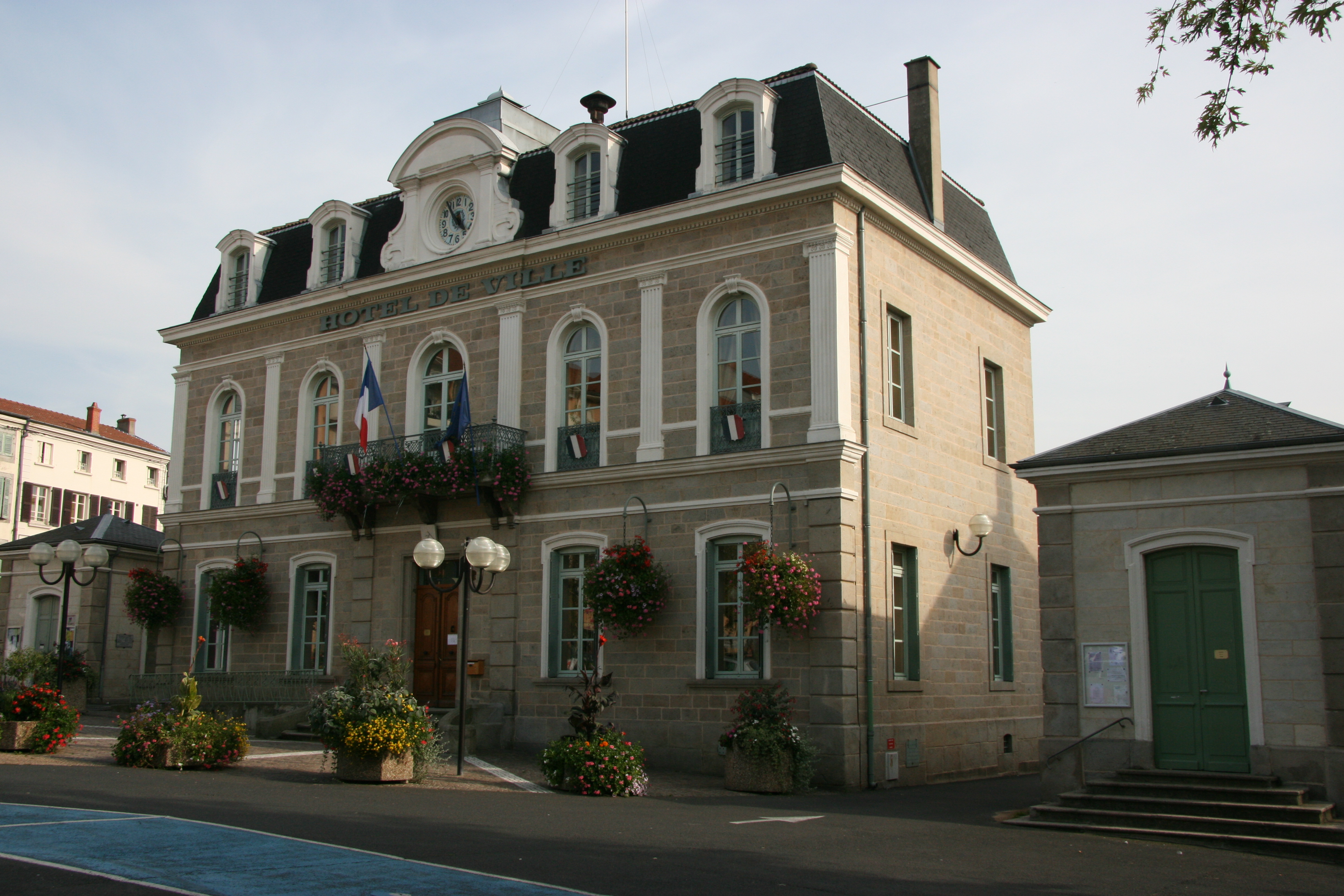
Gemeentehuis
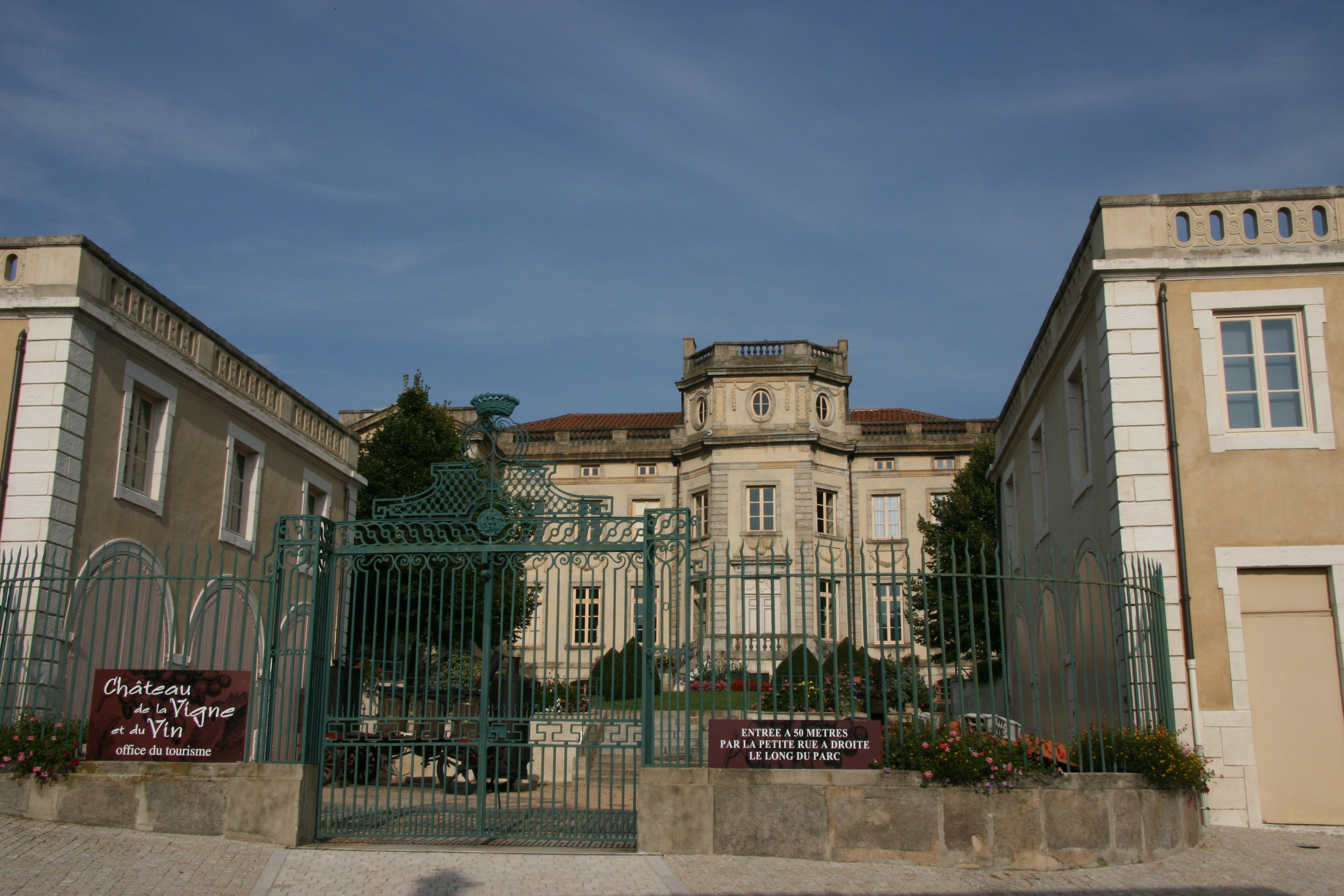
Kasteel van Boën
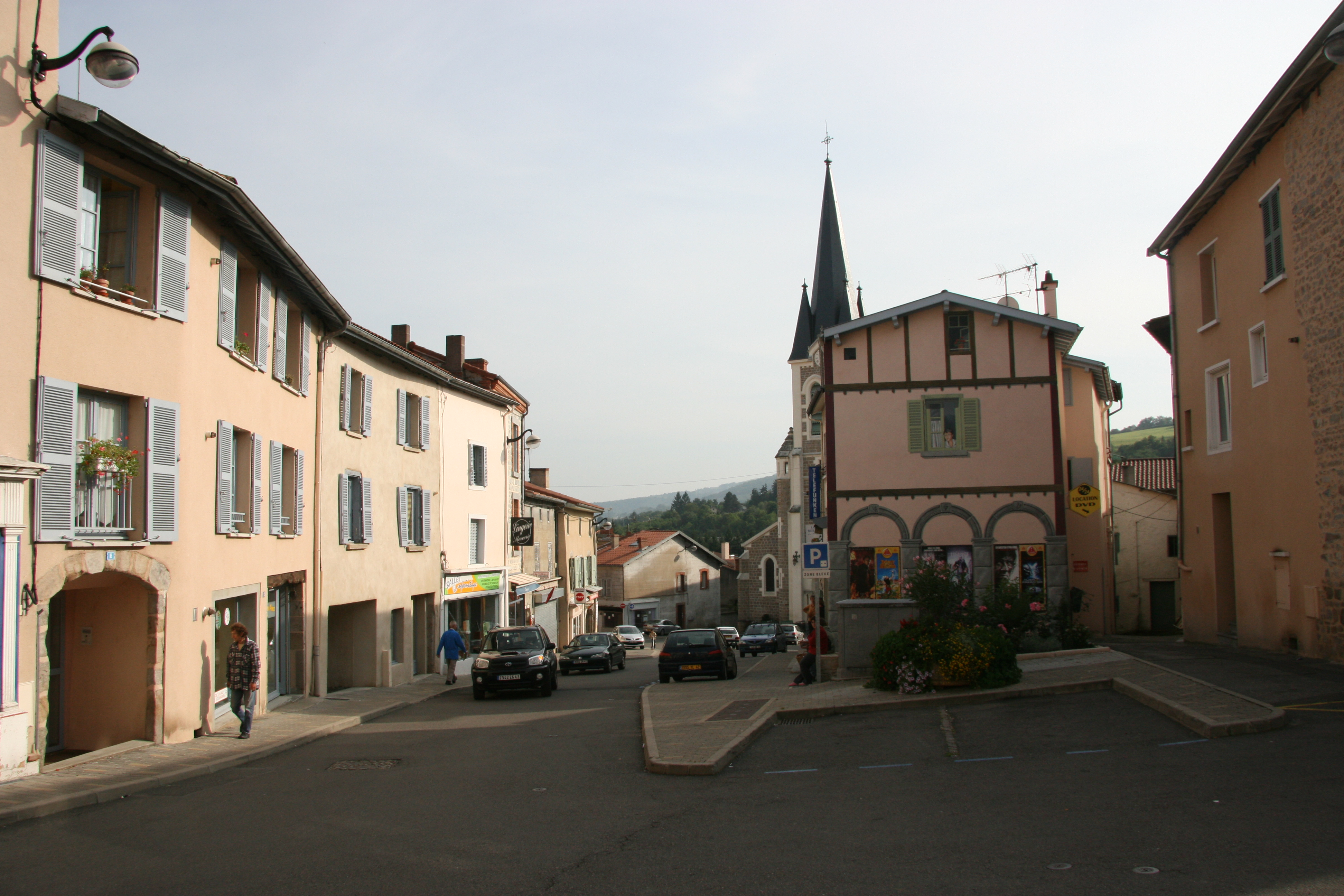
Place Saint-Vincent

## Geschiedenis
Rond 1250 kende Guy I de Damas, heer van Couzan, een stadscharter toe aan Boën. Boën werd een stad bestuurd door verkozen consuls. Vanaf 1320 werd een stadsmuur gebouwd die elf torens en vier poorten telde (Porte de Montbrison, Porte de la Roche, Porte de Saint-Germain en Porte de la Font). In 1357 werd de stad ingenomen en deels vernield door een Engels leger. De stad bloeide dankzij de wijnbouw en een wekelijkse markt en was in de 16e eeuw de belangrijkste stad van de baronie Couzan. In 1566 werd er een college opgericht in Boën. Aan het einde van de 18e was er naast de wijnhandel allerlei nijverheid in de stad: een papierfabriek, leerlooierijen enz.
Aan het begin van de 19e eeuw werd de stadsmuur grotendeels gesloopt en kreeg Boën een nieuw gemeentehuis en een nieuwe markthal. Er kwam ook een treinstation.
Het decreet van 1 augustus 2012 heeft de naam van de gemeente gewijzigd van Boën in Boën-sur-Lignon.

## Geografie
De oppervlakte van Boën bedroeg op 1 januari 2022 6 vierkante kilometer; de bevolkingsdichtheid was toen 502,8 inwoners per km². De gemeente ligt in de vlakte van Forez tussen de Mont du Lyonnais in het oosten en de Monts du Forez in het westen.

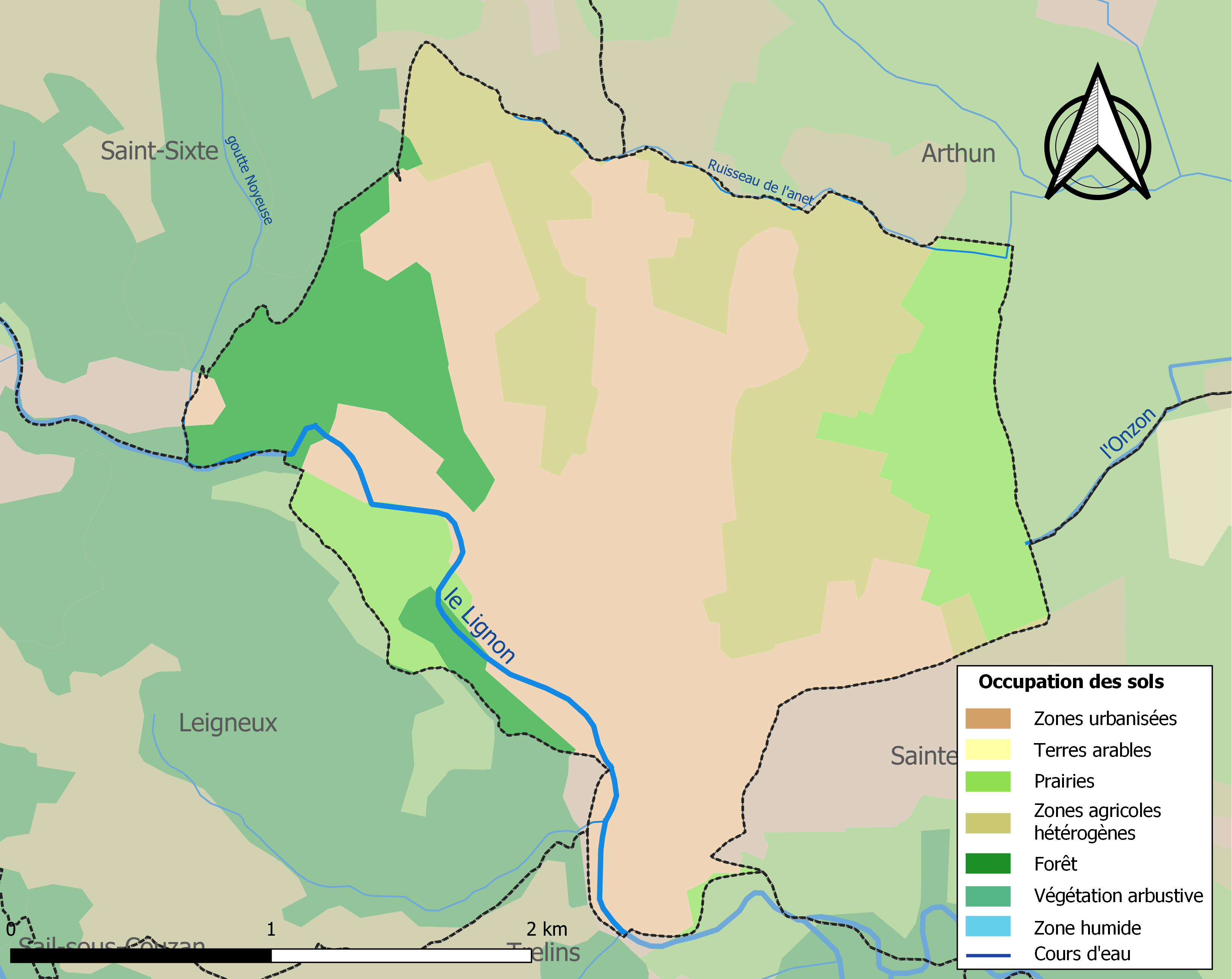
Kaart van de gemeente met de belangrijkste infrastructuur, bodemgebruik en omliggende gemeenten

## Demografie
Aan het einde van de 18e eeuw, een tijd van welvaart, telde Boën ongeveer 2.500 inwoners.
Onderstaande figuur toont het verloop van het inwonertal (bron: INSEE-tellingen).

## Geboren
- Joseph Marie Terray (1715-1778), prelaat en minister